# Dagmar Lassanderová
Dagmar Lassanderová, rodným jménem Dagmar Regine Haderová (* 16. června 1943 Praha), je německá herečka. 
Její matka byla napůl Němka a napůl Chilanka, otec Francouz. Narodila se za druhé světové války v Praze, s níž ovšem neměla silnější vazby. Občanství má německé, proslavila se ovšem zejména v italské kinematografii, a to zvláště v hororech, erotických filmech a jiných „béčkových“ snímcích - např. Femina ridens (1969). V Itálii vystupovala někdy pod jménem Dagmar Lassander Garzelli. V Německu hrála například v jednom z filmů ze série o agentu Johnu Cottonovi Brooklynský klub vrahů (1967). Menší role si zahrála i ve známých filmech Policajt v Africe (1978) s Budem Spencerem v hlavní roli či Černý korzár (1976), kde hrála po boku Kabira Bediho.